# Oficina de mensura de tierras
La Oficina de mensura de tierras fue un organismo estatal chileno creado por decreto número 385 del 10 abril del año 1907 con el fin de asentar en el país el conocimiento geográfico de sus regiones. Fue creado durante la presidencia de Jorge Montt y el director de la oficina fue el geógrafo Luis Risopatrón, desde su inicio hasta su disolución en 1914.
La frútifera labor del organismo produjo una red geodésica en el país y generó en base a ésta una cartografía actualizada y rigurosa del territorio chileno.
La Oficina de mensura de tierras fue formada a partir de dos instituciones que desempeñaban labores cartográficas: la Oficina de Límites y la Sección Topográfica, dependiente de la Inspección de Colonización en 1907.
La situación política y financiera de Chile en la década de 1910, caracterizada por cierta inestabilidad, condujo al cierre del organismo. 